# Fabio Poggiali
Fabio Poggiali (Roma, 27 maggio 1966 – Roma, 12 aprile 2016) è stato un attore teatrale, drammaturgo, regista teatrale e direttore artistico italiano.

## Biografia
Diplomatosi all'Istituto Tecnico "Eugenio Pertini" di Roma, prosegue gli studi presso l'Accademia Nazionale d'Arte Drammatica, e conseguendo la laurea in Lettere e Filosofia presso l'Università La Sapienza, nel 1995.
Debutta in teatro come attore nel 1987 nel Fiore di cactus, per la regia di Giorgio Albertazzi. La figura di Albertazzi rimane nella sua memoria tanto che, divenuto studioso accademico, gli intitolerà un saggio dal titolo L'ultimo imperatore, edito da Bulzoni editore nel 2005.
Accanto alla carriera di attore teatrale unisce quella di presentatore televisivo, producendosi come presentatore per il notiziario giovanile Novità Big, in onda su Raiuno tra il 1989 ed il 1990. Inoltre, ha fatto alcune esperienze da attore in qualche film.
La carriera teatrale prosegue lavorando con Rossella Falk, per dieci anni, in spettacoli al Teatro Eliseo di Roma e poi in tournée: da Vortice di Noël Coward, in cui interpretava il figlio Nicky, ai Parenti terribili di Cocteau (nel ruolo del protagonista scritto per il divo francese Jean Marais), passando per Boomerang di Da Costa, fino ad Anima nera (prima regia di Rossella Falk, che gli affidò il ruolo del protagonista, scritto da Giuseppe Patroni Griffi per Marcello Mastroianni).
Maurizio Scaparro lo ha poi scelto per Lorenzaccio di Alfred De Musset. È poi Romeo nel celebre testo shakesperiano, recita in veneziano il personaggio di Anzoletto ne Le massere di Goldoni, a Venezia, ed è il protagonista de Le notti bianche di Dostoevskij, partner Simona Mastroianni, la voce di Giorgio Albertazzi e la regia di Rossella Falk. Quest'ultimo spettacolo lo porterà poi a San Pietroburgo nel 2003 per le celebrazioni del tricentenario della città russa e a Parigi, nel 2008: dall'esperienza nascerà il libro Le notti bianche (Bulzoni 2004) e l'edizione televisiva, con la regia di Giovanni Covini. Partecipa anche ad alcune fiction televisive; molto limitata è, invece, l'attività nel cinema.
Nel 1997 viene segnato dalla morte del fratello Maurizio, ufficiale dell'Aeronautica Militare, e navigatore di Tornado, caduto su Monte Lupone in un incidente aereo provocato da imperizia altrui: la tragica vicenda lo porta a scrivere un libro inchiesta dal titolo In nome di mio fratello (Gaffi 2004) e un monologo teatrale intitolato Missione 933 rispondete... oltre a un corto che presenta, fuori concorso, alla Mostra del cinema di Venezia. In occasione del francobollo emesso da Poste Italiane, nel 2007, realizza il documentario "Maurizio Poggiali, l'aviatore poeta", che vince il concorso internazionale "ilcorto.it"
Continua l'attività di drammaturgo vincendo, nel 2000, il Premio Oddone Cappellino indetto dal Teatro Stabile di Torino col testo Con la mano sul cappello.
Il rapporto con la Compagnia dei Giovani (della quale è direttore artistico della nuova formazione dal 2000) lo ha spinto a realizzare un documentario RAI con testimonianze di Rossella Falk, Pierluigi Pizzi, Giuseppe Patroni Griffi, Renzo Tian, Anna Maria Guarnieri e materiale di repertorio con Romolo Valli, Giorgio De Lullo ed Elsa Albani. Nel 2001 organizza un convegno sempre alla compagnia teatrale per il ventennale della morte di De Lullo.
Divenuto intanto docente universitario (professore a contratto presso vari atenei: Sapienza di Roma, Molise, Tuscia, Siena, Cassino) e saggista, collabora con alcune testate giornalistiche italiane. Ha fatto parte della giuria del Premio David di Donatello per il cinema italiano.
Nel 2005 gli è stato conferita l'onorificenza di Cavaliere dal Presidente della Repubblica Carlo Azeglio Ciampi.
Dal 2007 al 2011 è direttore artistico della Fondazione Teatro Savoia di Campobasso; in tale periodo rilancia la struttura ospitando importanti artisti.
Nel 2009 è autore e regista del documentario "Storia di un astronauta: Umberto Guidoni", in collaborazione con RAI teche, primo documentario realizzato in Italia su un astronauta italiano. Dal diario di bordo di Umberto Guidoni, primo astronauta europeo ad arrivare sulla stazione spaziale internazionale nel 2001, scrive anche il testo teatrale "Storia di un astronauta", che porta a Londra, in Francia ed in Italia.
Nel 2012 è il curatore della mostra "La Compagnia dei Giovani: memoria e futuro del teatro italiano", presso la Casa dei teatri di Roma. Nello stesso anno è autore e regista dei ritratti Rai dedicati a Giorgio Albertazzi, "Un Maestro", e a Rossella Falk, "Gli occhi più occhi di così", retrospettiva al Festival internazionale del film di Roma 2013. Quest'ultimo viene presentato in anteprima al Teatro Eliseo di Roma, con la presenza del Presidente della Repubblica Giorgio Napolitano.
Nel 2012 pubblica il volume "Giorgio De Lullo regista pirandelliano: dal teatro alla televisione". Il volume, che presenta un capitolo dedicato al rapporto tra teatro e tv, circoscrive l'analisi alle messinscene dei testi pirandelliani che De Lullo realizzò, nel corso della sua carriera, prima in teatro e poi per un'edizione televisiva: Sei Personaggi in cerca d'autore; Il giuoco delle parti; L'amica delle mogli; Così è (se vi pare); Trovarsi; Enrico IV. La scelta è motivata: le registrazioni Rai dell'epoca (dal 1964 al 1979; tutte visibili in DVD) permettono di confrontare ed analizzare i vari spettacoli diretti da De Lullo ed interpretati, nei ruoli principali, da Romolo Valli e Rossella Falk.
Nel 2013 organizza il "Premio Maurizio Poggiali", per il miglior documentario proiettato al Festival internazionale del film di Roma.
Malato di depressione, muore suicida nel 2016.

## Filmografia
- Dèmoni 2... L'incubo ritorna, regia di Lamberto Bava (1986)
- Tradita a morte, regia di Pasquale Fanetti (1989)
- Contro ogni volontà, regia di Pino Passalacqua (1992)
- Ambrogio, regia di Wilma Labate (1992)
- Don Matteo – partecipazione nell'episodio 4x11, regia di Giulio Base (2004)
- Il grande Torino, regia di Claudio Bonivento (2005)

## Principali pubblicazioni
- Sulle orme della Compagnia dei Giovani, prefazione di Luigi Squarzina, Carte segrete, Roma, 1996; Bulzoni, 2000 e 2007)
- Oltre il sipario, prefazione di Giorgio Albertazzi, Diagonale, Roma, 1997
- Con la mano sul cappello, Primafila, Roma, 2000
- Rossella Falk la regina del teatro, Bulzoni,    Roma, 2002;
- La compagnia dei Giovani, documentario RAI SAT, 2003;
- Notti bianche, Bulzoni editore, 2004;
- Missione 933 rispondete, prefazione di Walter Veltroni, Gaffi, Roma, 2005; (anche documentario)
- Giorgio Albertazzi l'ultimo imperatore, Bulzoni, Roma, 2005;
- Storia di un astronauta: Umberto Guidoni, documentario RAI teche, 2009;
- Rossella Falk: Gli occhi più occhi di così, documentario 2012;
- Giorgio Albertazzi: Un maestro, documentario 2012;
- Giorgio De Lullo regista pirandelliano, prefazione di Andrea Bisicchia, Mimesis, Milano, 2013.